# Festival international de musique contemporaine de Gara Garayev
 (septembre 2022).
La mise en forme du texte ne suit pas les recommandations de Wikipédia : il faut le « wikifier ».
Les points d'amélioration suivants sont les cas les plus fréquents :
- Les titres sont pré-formatés par le logiciel. Ils ne sont ni en capitales, ni en gras.
- Le texte ne doit pas être écrit en capitales (les noms de famille non plus), ni en gras, ni en italique, ni en « petit »…
- Le gras n'est utilisé que pour surligner le titre de l'article dans l'introduction, une seule fois.
- L'italique est rarement utilisé : mots en langue étrangère, titres d'œuvres, noms de bateaux, etc.
- Les citations ne sont pas en italique mais en corps de texte normal. Elles sont entourées par des guillemets français : « et ».
- Les listes à puces sont à éviter, des paragraphes rédigés étant largement préférés. Les tableaux sont à réserver à la présentation de données structurées (résultats, etc.).
- Les appels de note de bas de page (petits chiffres en exposant, introduits par l'outil «  Source ») sont à placer entre la fin de phrase et le point final[comme ça].
- Les liens internes (vers d'autres articles de Wikipédia) sont à choisir avec parcimonie. Créez des liens vers des articles approfondissant le sujet. Les termes génériques sans rapport avec le sujet sont à éviter, ainsi que les répétitions de liens vers un même terme.
- Les liens externes sont à placer uniquement dans une section « Liens externes », à la fin de l'article. Ces liens sont à choisir avec parcimonie suivant les règles définies. Si un lien sert de source à l'article, son insertion dans le texte est à faire par les notes de bas de page.
- La présentation des références doit suivre les conventions bibliographiques. Il est recommandé d'utiliser les modèles {{Ouvrage}}, {{Chapitre}}, {{Article}}, {{Lien web}} et/ou {{Bibliographie}}. Le mode d'édition visuel peut mettre en forme automatiquement les références.
- Insérer une infobox (cadre d'informations à droite) n'est pas obligatoire pour parachever la mise en page.

Pour une aide détaillée, merci de consulter Aide:Wikification.
Si vous pensez que ces points ont été résolus, vous pouvez retirer ce bandeau et améliorer la mise en forme d'un autre article.

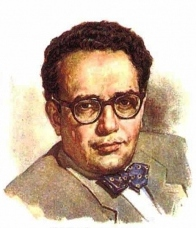
Gara Garayev

Le Festival international de musique contemporaine de Gara Garayev est un festival de musique contemporaine qui a lieu en Azerbaïdjan. Il met l'accent sur l'interprétation de la musique académique du XXe siècle, la formation de son public et son cercle d'interprètes. 

## Histoire
Le festival a débuté en 1986 à l'initiative des compositeurs Faradj Garayev, Oleg Felzer et le chef d'orchestre Raouf Abdoullayev. Dès les premiers concerts, il a suscité une résonance, initiant deux festivals ultérieurs en 1988 et 1990 et devenant un phénomène notable dans la vie musicale de Bakou. Le programme de ces forums offrait à l'auditeur une rétrospective des classiques de la musique du XXe siècle et comprenait des œuvres de A. Schönberg, A. Webern, A. Berg, I. Stravinsky, P. Hindemith, de représentants des organisations européennes et russes d'avant-garde d'après-guerre des années 1950-1960 (C. Shtockhausen, S. Bussotti, V. Lutosławski, T. Byrd, A. Schnittke, E. Denisov, S. Gubaidulina, A. Raskatova), ainsi que la culture musicale américaine (J. Cage et J. Crumba).
Parmi les interprètes figurent L. Isakadze, O. Krys, Tatiana Tchekina, I. Monighetti, A. Lyubimov, et l’ensemble de percussions de Mark Pekarsky.
Le festival a été relancé vingt ans plus tard à l'initiative du professeur du Conservatoire de Moscou, F. Garayev, qui en est devenu le directeur artistique, avec le soutien du ministère de la Culture de l'Azerbaïdjan, depuis 2011, et se tient au printemps, tous les deux ans. En plus des concerts, le festival comprend des conférences et des classes de maître sur divers aspects théoriques de la musique académique moderne.
Parmi les événements marquants du festival figure la première représentation dans l'espace post-soviétique d'une des œuvres les plus emblématiques de l'avant-garde européenne : Symphonies de L. Berio pour orchestre symphonique et huit voix. Les artistes comprenaient l'Orchestre symphonique d’État d’Azerbaïdjan nommé d’après Hadjibeyova (chef d'orchestre : R. Abdullaev) et l'ensemble vocal de Moscou « Questa Musica » (directeur artistique : F. Chizhevsky). 
Le IVe Festival international de musique contemporaine nommé d'après Gara Garayev s'est tenu du 2 au 8 avril 2011.
Le Ve Festival international a eu lieu du 14 au 19 avril 2013. Outre les musiciens azerbaïdjanais, la France, l'Allemagne, les Pays-Bas, la Russie et l'Autriche ont également assisté au festival.
Le VIe Festival s'est tenu du 20 au 24 avril 2015.
Le VIIe Festival international de musique contemporaine a débuté le 12 avril 2018 et s'est prolongé jusqu'au 14 avril. 